# Pandanus lepatophilus
Pandanus lepatophilus är en enhjärtbladig växtart som beskrevs av Benjamin Clemens Masterman Stone. Pandanus lepatophilus ingår i släktet Pandanus och familjen Pandanaceae. Inga underarter finns listade.